# Walaa Batat
Walaa Dawud Batat, arabisch ولاء البطاط, geb. im Westjordanland, ist eine palästinensische Universitätsdozentin, Journalistin, Moderatorin und Sängerin.

## Leben
Im Alter von zwölf Jahren begann Batat in Hebron fürs palästinensische Privatfernsehen als Kinderreporterin zu arbeiten. Später moderierte sie eigene Kinder-TV-Sendungen. 2005 begann sie für den Sender Palestine TV zu arbeiten, wo sie im Kinderprogramm ihren Schwerpunkt hatte.  2008 wurde Batats Sendung Bayt Buyut beim 14. Kairoer Medienfestival mit dem ersten Preis geehrt.
2008 machte Batat an der Al-Quds-Universität in Jerusalem ihren Bachelor-Abschluss in Journalismus und Medienwissenschaft. Ein arabischer Fernsehsender lehnte ihre Einstellung wegen ihres Kopftuchs ab. Daneben moderierte sie politische, soziale und humanitäre Programme.
2015 wurde sie mit dem Preis der Person des Jahres in Palästina und in der arabischen Welt geehrt. Die ägyptische Zeitung Al-Ahram nannte sie den Schmetterling von Palästina.
2020 wirkte Batat als Sängerin in einer palästinensischen Fassung des italienischen Widerstandsliedes Bella Ciao mit, das vom Sender Falastini TV publiziert wurde.
2022 promovierte sie an der Ain Shams Universität in Kairo in Medienwissenschaften. Gegenwärtig arbeitet sie als Assistenzprofessorin an der Palestine Technical University – Kadoorie in Tulkarm., wo sie die Leitung der Medientechnologieabteilung innehat.

## Veröffentlichungen (Auswahl)
- The Role of Social Media Platforms in Shaping Political Awareness towards the Palestinian Issue among Arab Youth in the Israeli War on Gaza 2023-2024, Pakistan Journal of Life and Social Sciences, 2025.